# Daz I Kue
Darren Benjamin, bedre kendt som Daz I Kue, er en producer fra Storbritannien, der i dag er bosiddende i Atlanta, USA.
Daz I Kue er primært kendt for sit medlemskab af det britiske kollektiv af producere og DJ's Bugz In The Attic, der udgav en række remix m.v. på Virgin Records i 2000'erne. Han har i eget navn udgivet talrige af remix m.v. af primært soulklassiskere (eksempelvis Sister Sledge, Stevie Wonder m.fl.). Stilen betegnes som broken beat.
Som en del af arbejdet med Bugz In The Attic stod Da I Kue bl.a. for arrangement af en række events og modtog i den forbindelse en pris "Best Club Event" for arrangment af "THe Co-Op party" i London.
Han er tilknyttet Red Bulls musikakademi.

## Eksterne links
- Biografi på discogs Arkiveret 14. april 2015 hos  Wayback Machine
- Biografo med diskografi Arkiveret 26. januar 2022 hos  Wayback Machine på residentadvisor.net
- Oversigt over medvirken på diverse udgivelser, allmusic.com